# 소부자 (서진)
소부자(蕭副子, 생몰년 미상)는 서진 동해군 난릉현 사람으로, 영가의 난을 피해 남난릉군으로 이주한 소정의 손자이자 소할의 아들, 소도사의 부친, 소순지의 조부, 양 무제의 증조부이다.

## 생애
생전 소부자는 관거주치중종사(官居州治中從事)를 역임했으며 아들인 소도사도 남난릉군의 관료 직위를 역임하였다. 이후 증손 소연이 소량을 건국하자 소부자는 중종사사부군(中從事史府君)으로 추존되어 칠묘에 위패가 안치되었다.

## 가족
- 부친: 황고조제음부군 소할
- 모친: 불명
- 아들: 황조특진부군 소도사
- 손자: 양무제 소연